# 플로리안 운루
플로리안 운루(독일어: Florian Unruh, 1993년 6월 7일~)는 독일의 양궁 선수이다. 올림픽에 2회 참가했고 2024년 하계 올림픽 혼성 단체전에서 은메달을 획득했다.
결혼 후 아내의 성을 따랐으며 결혼 전 이름은 플로리안 칼룬트(독일어: Florian Kahllund)이다.

## 개인사
2020년 9월 독일의 여자 양궁 선수인 리자 운루와 결혼했다. 결혼 후 성을 아내의 성인 운루로 바꿨다.